# Kanton Reillanne
Kanton Reillanne (fr. Canton de Reillanne) je francouzský kanton v departementu Alpes-de-Haute-Provence v regionu Provence-Alpes-Côte d'Azur. Tvoří ho osm obcí.

## Obce kantonu
- Aubenas-les-Alpes
- Céreste
- Montjustin
- Oppedette
- Reillanne
- Sainte-Croix-à-Lauze
- Vachères
- Villemus